# Hyacinthe Viot-Olivier
Pour les autres membres de la famille, voir Famille Viot.
Hyacinthe Viot-Olivier, né à Tours le 5 janvier 1757 et mort à Arcueil le 3 juin 1833, fut maire de Tours de 1815 à 1821.

## Biographie
Hyacinthe Viot est le fils de Nicolas Viot-Roze (1709-1783), colon à Saint-Domingue, négociant et grand juge-consul de Tours en 1771, et de Marie-Anne Roze (petite-fille de Jean-Baptiste Roze).
Négociant en soie, il se montre peu favorable aux idéaux révolutionnaires, mais devient néanmoins lieutenant-colonel de la garde nationale de Tours en remplacement de Joseph Cartier-Douineau. Il est nommé administrateur de l'Hospice général de Tours en 1813.
Nommé adjoint au maire de Tours en janvier 1815, sous la Première Restauration, il cesse d'en occuper les fonctions au début des Cent-Jours et est destitué le 3 mai suivant. À la Seconde Restauration, il est maire de la ville de Tours de septembre 1815 à novembre 1821. Il est nommé membre du conseil du 1er arrondissement le 25 avril 1816.
Il préside la Société d'agriculture, arts, sciences et belles-lettres du département d'Indre-et-Loire de 1817 à 1824.
Il est décoré de la Légion d'honneur en mai 1821.